# فرنسيس س. فلاهرتي
فرنسيس س. فلاهرتي (بالإنجليزية: Francis C. Flaherty)‏ هو ضابط أمريكي، ولد في 15 مارس 1919 في شارلوت في الولايات المتحدة، وتوفي في 7 ديسمبر 1941 في بيرل هاربر في الولايات المتحدة.